# کورال (ایلینوی)
کورال (به انگلیسی: Coral) یک منطقهٔ مسکونی در ایالات متحده آمریکا است که در ایلینوی واقع شده‌است.